# Patricius (consul)
Flavius Patricius est un haut dignitaire byzantin et général sous le règne de l'empereur Anastase (491-518).

## Biographie
Patricius est né en Phrygie mais rien d'autres n'est connu du début de sa vie. Elevé au consulat en 500, aux côtés d'Hypace (neveu d'Anastase), il est alors déjà âgé. Il est aussi maître des milices praesentalis, une fonction qu'il détient jusqu'à la mort de l'empereur en 518. Selon le chroniqueur Zacharie de Mytilène, c'est un homme droit et fiable mais de peu d'intelligence.
En 502, la guerre d'Anastase éclate entre Byzantins et Sassanides. En 503, Patricius intervient aux côtés d'Hypace et de Flavius Aréobindus Dagalaifus. Il envahit la province perse de l'Arzanène dans une riposte à l'offensive des Sassanides et met à sac plusieurs forteresses, avant de rejoindre Hypace. Dans le même temps, Aréobindus surveille les mouvements des Sassanides près de leur bastion de Nisibis. Aréobindus et Patricius doivent marcher sur Amida, conquise par les Sassanides au début du conflit et ils disposent de 40 000 hommes, soit une force de grande taille. Si le siège ne donne rien, ils repoussent les Hephtalites envoyés contre eux. Néanmoins, ils sont bientôt surpris par l'armée principale du shah Kavadh Ier. Vaincus, ils doivent se retirer vers Samosate et Hypace est rappelé du front.
En 504, Patricius intercepte avec succès un convoi de ravitaillement pour Amida avant de vaincre des renforts perses en s'emparant de leur général. Le siège de la cité peut reprendre mais, en dépit de ses efforts et de la destruction d'une partie des murailles et de la mort du chef de la garnison, Glonès, il ne peut pénétrer dans la ville. Après la guerre, il revient à Constantinople et participe aux disputes théologiques qui agitent alors la capitale. Au cours de la rébellion de Vitalien, qui défend les conclusions du concile de Chalcédoine alors qu'Anastase mène une politique de plus en plus favorable au monophysisme, Patricius sert comme ambassadeur auprès du chef rebelle qu'il a connu par le passé. En 515, il va jusqu'à refuser d'attaquer l'armée de Vitalien, aux portes de Constantinople, en raison de son amitié avec lui mais peut-être aussi parce qu'il craint les conséquences en cas de défaite et le risque d'être accusé de trahison. 
A la mort d'Anastase en 518, il est choisi par les soldats de la Schole palatine comme candidat à la succession. Néanmoins, ils se heurtent à l'opposition des Excubites, l'autre garde impériale, qui tentent même de s'en prendre à Patricius, sauvé par l'intervention de Justinien, le neveu de Justin, le général des Excubites, en passe de devenir empereur. 

## Sources
- (de) Christoph Begass, Die Senatsaristokratie des oströmischen Reiches, ca. 457-518, Munich, 2018 (ISBN 978-3-406-71632-4)
- (en) Martindale, Jones et Morris, The Prosopography of the Later Roman Empire- Volume II, AD 395–527, Cambridge University Press, 1980, 1342 p. (ISBN 978-0-521-20159-9, lire en ligne).
- Vincent Puech, « Élites urbaines et élites impériales sous Zénon (474-491) et Anastase (474-518) », Topoi, vol. 15/1,‎ 2007, p. 379-396 (lire en ligne).
- Vincent Puech, Les élites de cour de Constantinople (450-610), Ausonius éditions, coll. « Scripta Antiqua 155 », 2022